# Vincent Manceau
Vincent Manceau (* 10. Juli 1989 in Angers) ist ein französischer Fußballspieler.

## Karriere

### Jugend und erste Jahre in Angers (bis 2010)
Manceau wuchs in der westfranzösischen Stadt Angers auf und wurde dort im Alter von sechs Jahren in die Jugend des ortsansässigen Profiklubs SCO Angers aufgenommen. Der im defensiven Mittelfeld beheimatete Spieler durchlief sämtliche Altersklassen und schaffte in der Vorbereitung auf die Spielzeit 2008/09 den Sprung in die Zweitligamannschaft. Am 15. August 2008 ersetzte er bei einem 3:0-Erfolg gegen den CS Sedan zur Halbzeit Mickaël Stéphan und kam so mit 19 Jahren zu seinem Profidebüt in der zweithöchsten französischen Spielklasse. In der nachfolgenden Zeit musste er sich mit sporadischen Einwechselungen begnügen, bis er im Januar 2010 zum ersten Mal der Startelf angehörte. Allerdings stand er im Konkurrenzkampf um die Position im defensiven Mittelfeld lediglich an vierter Stelle und blieb entsprechend ein Ersatzspieler. 

### Weg in die erste Elf bei Angers (ab 2010)
Zur Saison 2010/11 besserte sich seine Lage innerhalb der stets um den Aufstieg mitspielenden Mannschaft, da er aufgrund seiner Vielseitigkeit verschiedene Kollegen im Mittelfeld und in der Abwehr vertreten konnte. Als sich in der Winterpause sein direkter Konkurrent Stéphan aus Angers verabschiedete, ermöglichte dies ihm regelmäßige Einsätze auf seiner angestammten Position. Im Verlauf des Jahres 2011 etablierte er sich als fester Bestandteil des Teams, auch wenn er teils als Einwechselspieler vorgesehen war. Im Sommer 2013 schaffte der mittlerweile 24-Jährige bei seinem Heimatverein SCO dann den endgültigen Durchbruch zum Stammspieler, musste im nachfolgenden Jahr jedoch das wiederholte Scheitern des Traums vom Aufstieg miterleben. 2015 glückte der Mannschaft dagegen der Sprung in die Erstklassigkeit. Am 8. August 2015 debütierte er bei einem 2:0-Sieg gegen den HSC Montpellier in Frankreichs höchster Spielklasse und blieb fester Bestandteil der ersten Elf, verpasste allerdings die Schlussphase der Saison. Nach einem sehr guten Start belegte der Aufsteiger letztlich den neunten Tabellenplatz.

### Neue Herausforderung in Guingamp
Im Sommer 2022 verließ er nach 27 Jahren mit 384 Pflichtspielen den SCO Angers und schloss sich EA Guingamp an.